# Нанос (плато)

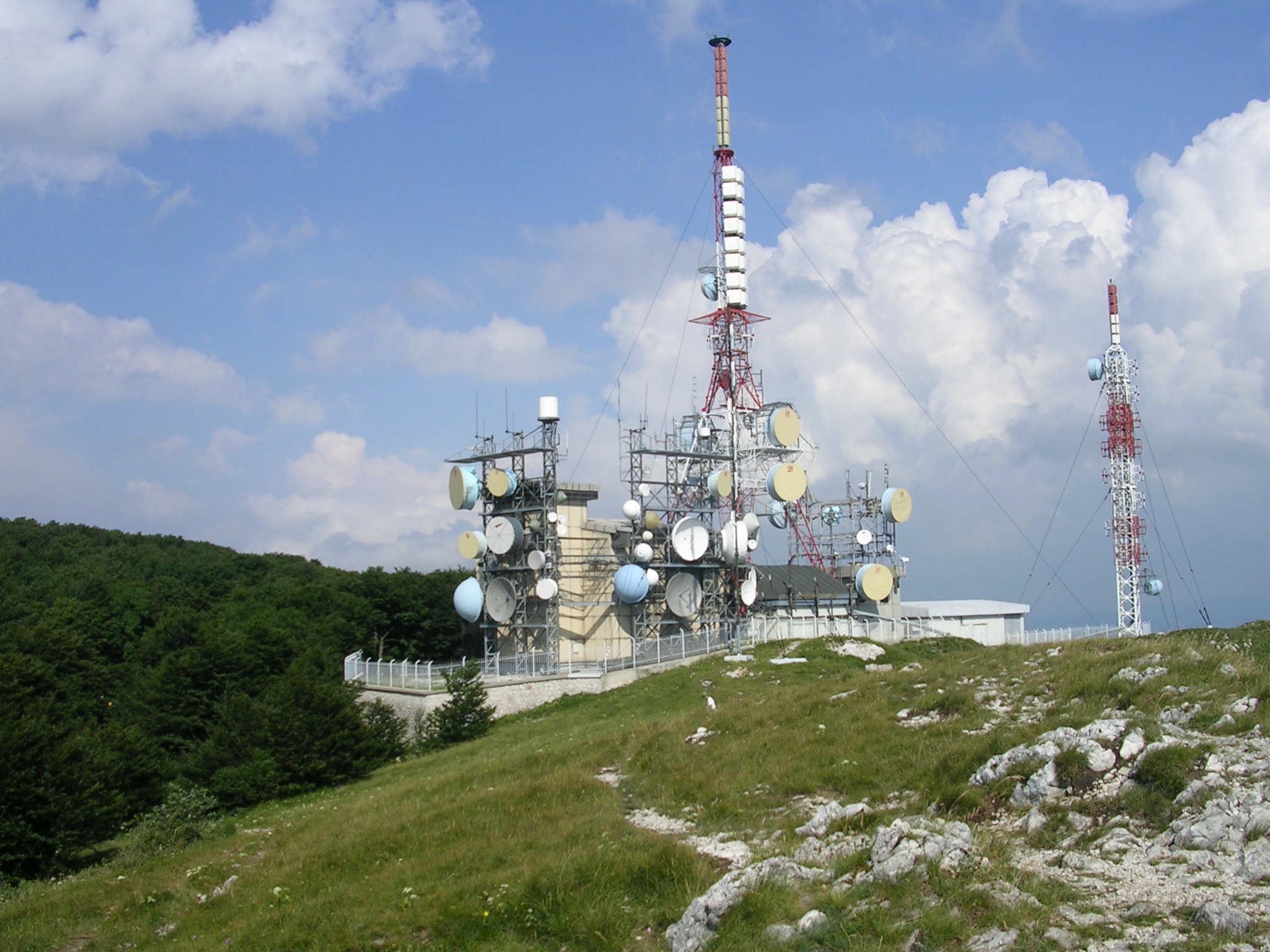
Телерадіопередавач біля Наносу

45°47′54.76″ пн. ш. 14°3′54.57″ сх. д. / 45.7985444° пн. ш. 14.0651583° сх. д.
Нанос (словен. Nanos, італ. Monte Re) — карстове вапнякове плато, розташоване біля східних кордонів Внутрішньої Крайни в південно-західній частині Словенії.

## Географічні характеристики
Ширина плато становить 6 км, довжина — 12 км у північному напрямку Динарського нагір'я. Найвища точка плато — Суха гора (словен. Suhi vrh), висота якої становить 1313 м. Плато перетинає найдавніший у Словенії гірський пішохідний шлях (словен. Slovenska planinska pot). Найпопулярнішими туристичними об'єктами є гора Плеша (1262 м) та гірський притулок Войко (словен. Vojkova koča) (названий на честь словенського партизана Янка Премрла, відомого під псевдонімом Войко), розташований під її вершиною, які лежать на цьому шляху. У 1987 територіям, розташованим на південному та західному схилах Наносу площею 2632 га, був присвоєний статус природного заповідника.

## Історичні дані
В античні часи Нанос був відомий під назвою Окра. Страбон вважав його крайньою частиною Альп. У I столітті через Нанос пролягав важливий маршрут з Трієста до Любляни, яким користувалися цивільні та військові. Однак після прокладення коротшого маршруту Любляна (тоді Емона) — Аквілея у II столітті цей шлях втратив своє значення. Нанос згадується під назвою Нанас у праці словенського історика Янеза Вайкарда Вальвазора Слава Герцогства Крайна (нім. Die Ehre deß Hertzogthums Crain, словен. Slava vojvodine Kranjske) 1689 року.
З точки зору історії та ідентичності Нанос має важливе значення для приморських словенців. Саме тут у вересні 1927 була заснована антифашистська інсургентська організація ТІГР. 18 квітня 1942 тут відбулася битва на Наносі — один із перших боїв між словенськими партизанами під керівництвом Янка Премрла та італійською армією, з якого почалася боротьба двох націй за кордон між ними.

## Демографія та економіка
На території плато Нанос проживає близько 35 мешканців. У 2006 тут була проведена повна електрифікація помешкань. Найціннішим продуктом є місцевий сир, який продукується тут починаючи з XVI століття та законодавчо закріплений за цією територією з жовтня 2011. Виготовляється з коров'ячого молока, хоча до Другої світової війни його виготовляли з молока овець. Поголів'я овець на плато значно знизилося порівняно з довоєнним та воєнним періодами. Місцеві мешканці живуть також на доходи, отримані від туристів.

## Передавач
Передавач на Наносі функціонує в FM-діапазоні, цифровому форматі (DAB), а також транслює телевізійні сигнали; складається з 50-метрової вежі з канатними відтягами, мачти та малої мачти, які так само прикріплені канатними відтягами. Передавач має багато антен для радіорелейного зв'язку. Почав функціонувати у 1962, відігравав важливу роль у запровадженні PAL-стандарту кольорового телебачення на території колишньої Югославії. Був атакований під час Десятиденної війни у 1991.